# Rekordy zwierząt
Rekordy zwierząt (The Most Extreme) – nowozelandzki program dokumentalny pokazujący rekordy związane ze zwierzętami. Program jest emitowany na Animal Planet. Lektorem w polskiej wersji jest Jakub Urlich.

## Opis
W programie pokazano najdziwniejsze rekordy zwierząt. W każdym odcinku pokazano jeden rekord, np. szybkość, skoczność, wielkość itp., oraz dziesięciu zwierzęcych „laureatów” tego rekordu. Program cieszy się dużą popularnością w wielu krajach.